# Ungdommens Ret
Ungdommens Ret er dansk stum melodramafilm fra 1911 produceret af Nordisk Films Kompagni og instrueret af August Blom efter filmmanuskript af Alfred Kjerulf. Filmens hovedroller spiller af Else Frølich og Robert Dinesen.
Filmen havde dansk premiere den 26. december 1911 i Panoptikon Teatret, og blev i tysktalende lande distribueret som Das Recht der Jugend, i engelsktalende lande som The Right of Youth og i fransktalende lande som Le Droit de la Jeunesse.

## Handling
Hofjægermester Søtoft kurtiserer sin datter Elses selskabsdame frøken Engelke. Det er derfor lidt af en mavepuster, da han en sen aften opdager sønnen Ove i nærkontakt med hende. Kammerjunker von Plessen, der har sladret til Søtoft og selv spionerer på det unge par, kommer til at stikke ild til værelset, de befinder sig i. Den sårede Søtoft vil overlade det unge par til deres grusomme skæbne – lige til han opdager, at det ikke er Engelke, men datteren Else, der er fanget i flammerne med sin bror.

## Medvirkende
- Valdemar Psilander, Hofjægermester Søtoft
- Zanny Petersen, Else, hofjægermester Søtofts datter
- Robert Dinesen, Ove, hofjægermester Søtofts søn
- Else Frölich, Frk. Engelke, Elses selskabsdame
- Einar Zangenberg,	Kammerjunker von Plessen
- Aage Hertel
- Axel Boesen
- Otto Lagoni
- Ella la Cour
- Axel Mattsson
- Birger von Cotta-Schønberg